# New Transit Yurikamome
La New Transit Yurikamome (新交通ゆりかもめ, Shinkōtsū Yurikamome), est une ligne de métro automatique  sur pneus entièrement aérienne à Tokyo au Japon. Elle relie l'île de Toyosu au sud-est à la ligne Yamanote, pas loin du quartier de Ginza, en passant par la zone d'îles artificielles d'Odaiba. Cette ligne de 14,7 km a la particularité d'effectuer un virage de trois quarts de tour (voir sur le plan ci-dessous) sur un pont en spirale avant de traverser le grand pont suspendu Rainbow Bridge.
Le nom de la ligne vient de la mouette rieuse (yurikamome en japonais), un oiseau qui peuple la baie de Tokyo et qui est l'oiseau officiel de la métropole de Tokyo.

## Technologie

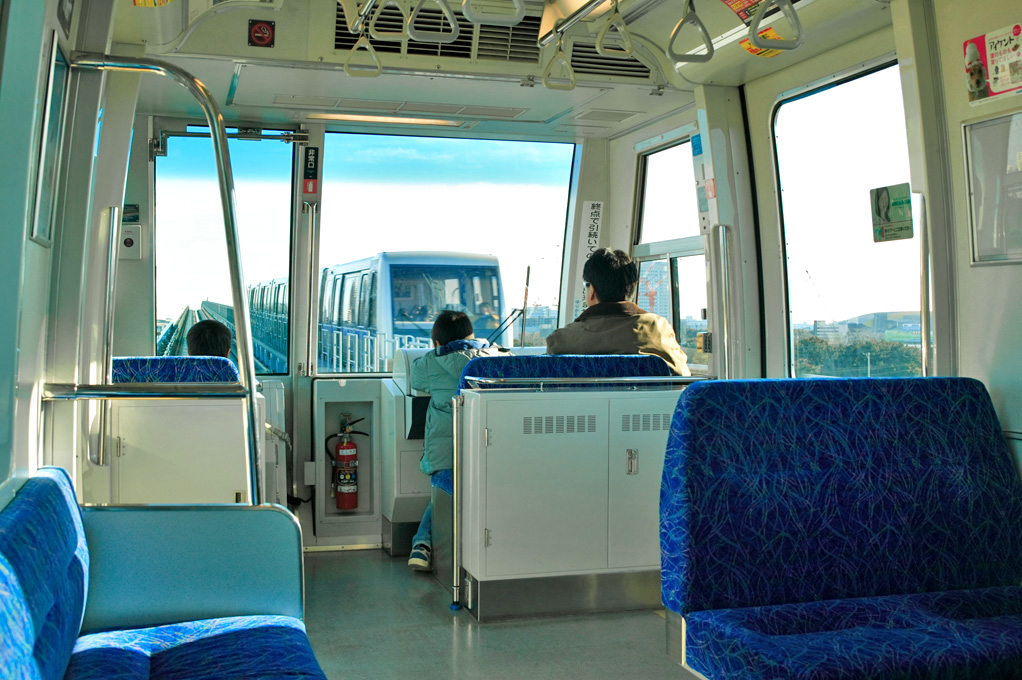
Vue de l'intérieur d'une rame

Yurikamome est le premier système automatique de transport de Tokyo, commandé par ordinateur et sans conducteur à bord. Cependant, ce n'est pas le premier système automatique de transport du Japon : le Port Liner de Kōbe fut inauguré en 1981, 14 ans avant le Yurikamome.
Le Yurikamome est un train équipé de pneumatiques. Il circule sur une voie spéciale en béton et est maintenu par deux guides latéraux ressemblant à ceux du VAL. La vitesse maximale du Yurikamome est de 60 km/h et sa vitesse commerciale de 30 km/h. La voie du Yurikamome est aérienne sur l'ensemble de son parcours. Le Yurikamome est parfois qualifié à tort de monorail, à cause de la ressemblance de la voie aérienne avec celle de certains monorails.
Les quais sont munis de portes palières. Chaque rame est prévue pour une capacité de 352 voyageurs.
La ligne n'est en correspondance avec d'autres lignes de Tokyo qu'en ses extrémités. La tarification
y est spécifique.

## Histoire
Avant l'ouverture du Yurikamome en novembre 1995, on craignait fortement que l'opération se termine en gouffre financier.

L'île artificielle d'Odaiba que la ligne dessert avait été conçue et construite à un coût colossal avant la crise économique du Japon, et, tout comme son égale de Canary Wharf de Londres, il ne semblait pas y avoir assez de demande pour la soutenir. Les premiers mois de fonctionnement de la ligne apportèrent un premier soulagement, car le nombre de voyageurs tournait autour de 27 000 par jour, un peu en dessous des 29 000 prévus. On restait toutefois très loin des 80 000 passagers nécessaires à la rentabilité de la ligne.
En 1996 le gouvernement métropolitain de Tokyo, qui avait initialement classé Odaiba comme zone résidentielle et zone d'affaires pures, autorisa également la construction de lieux de distraction. Présentée sous le nom de « Rainbow Town » (la ville arc-en-ciel), l'île, qui fournit à Tokyo un bord de mer habitable, connut alors un succès immédiat. En moins d'un an, le nombre de voyageurs doubla pour atteindre les 60 000, et, tandis que restaurants, centres commerciaux, centres d'exposition et musées s'implantaient, le trafic de passagers continua d'augmenter.
Le 16 mars 2019, les stations Fune no Kakagukan et Kokusai Tenjijō Seimon sont renommées respectivement Tokyo International Cruise Terminal et Tokyo Big Sight.

## Futur
Avec plus de 100 000 passagers par jour, le Yurikamome est bénéficiaire net et pourrait être amorti avant le délai de vingt ans initialement prévu. La fréquence de fonctionnement, l'amplitude de service et le nombre de rames ont été continuellement revus à la hausse pour s'adapter au nombre toujours croissant de passagers.
La ligne a été prolongée de Ariake à Toyosu en 2006.
Une extension supplémentaire vers Kachidoki est actuellement à l'étude.

## Stations

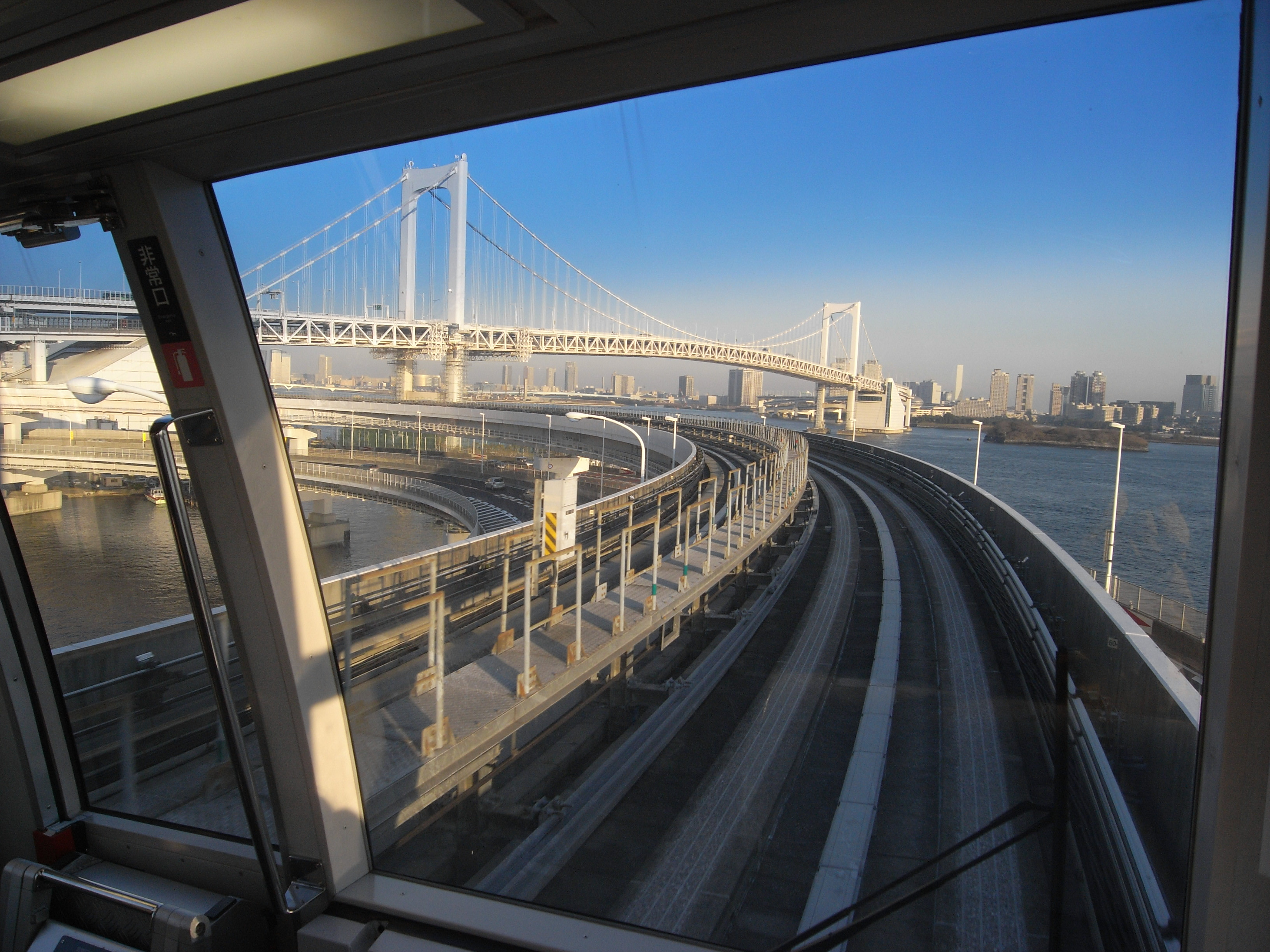
Vue du New Transit Yurikamome sur la rampe du Rainbow Bridge

Depuis 2006, toutes les stations utilisent les voix enregistrées de différents doubleurs pour les annonces en japonais. La lettre « U » est utilisée comme le symbole pour le nombre des stations plutôt que le « Y » car cette lettre est déjà utilisée par la Ligne Yūrakuchō gérée par Tokyo Metro.
| Numéro de la station | Station                             | Nom japonais               | Distance (en km) | Correspondances                                                                         | Arrondissement |
| -------------------- | ----------------------------------- | -------------------------- | ---------------- | --------------------------------------------------------------------------------------- | -------------- |
| U-01                 | Shimbashi                           | 新橋                       | 0                | JR East : Keihin-Tōhoku, Tōkaidō, Yamanote, Yokosuka Toei : Asakusa Tokyo Metro : Ginza | Minato         |
| U-02                 | Shiodome                            | 汐留                       | 0,4              | Toei : Ōedo                                                                             | Minato         |
| U-03                 | Takeshiba                           | 竹芝                       | 1,6              |                                                                                         | Minato         |
| U-04                 | Hinode                              | 日の出                     | 2,2              |                                                                                         | Minato         |
| U-05                 | Shibaura-Futō                       | 芝浦ふ頭                   | 3,1              |                                                                                         | Minato         |
| U-06                 | Odaiba-Kaihinkōen                   | お台場海浜公園             | 7,0              |                                                                                         | Minato         |
| U-07                 | Daiba                               | 台場                       | 7,8              |                                                                                         | Minato         |
| U-08                 | Tokyo International Cruise Terminal | 東京国際クルーズターミナル | 8,4              |                                                                                         | Kōtō           |
| U-09                 | Telecom Center                      | テレコムセンター           | 9,2              |                                                                                         | Kōtō           |
| U-10                 | Aomi                                | 青海                       | 10,2             |                                                                                         | Kōtō           |
| U-11                 | Tokyo Big Sight                     | 東京ビッグサイト           | 11,3             |                                                                                         | Kōtō           |
| U-12                 | Ariake                              | 有明                       | 12,0             | TWR : Rinkai (à Kokusai-Tenjijō)                                                        | Kōtō           |
| U-13                 | Ariake Tennis no Mori               | 有明テニスの森             | 12,7             |                                                                                         | Kōtō           |
| U-14                 | Shijō-mae                           | 市場前                     | 13,5             |                                                                                         | Kōtō           |
| U-15                 | Shin-Toyosu                         | 新豊洲                     | 14,0             |                                                                                         | Kōtō           |
| U-16                 | Toyosu                              | 豊洲                       | 14,7             | Tokyo Metro : Yūrakuchō                                                                 | Kōtō           |

## Matériel roulant

### Actuel
La série 7500 a été mise en service le 11 novembre 2018.

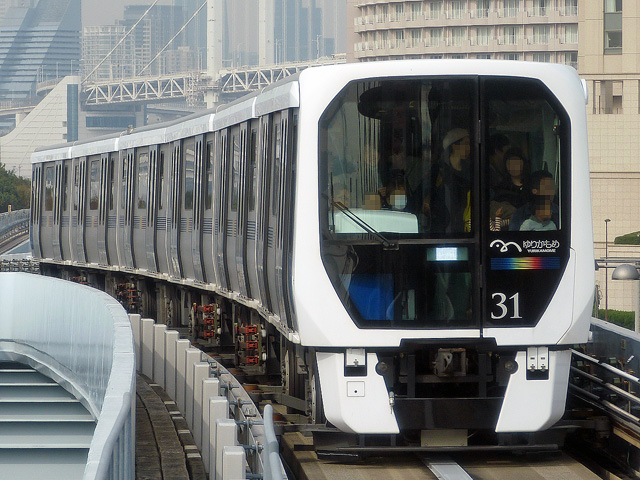
Série 7300
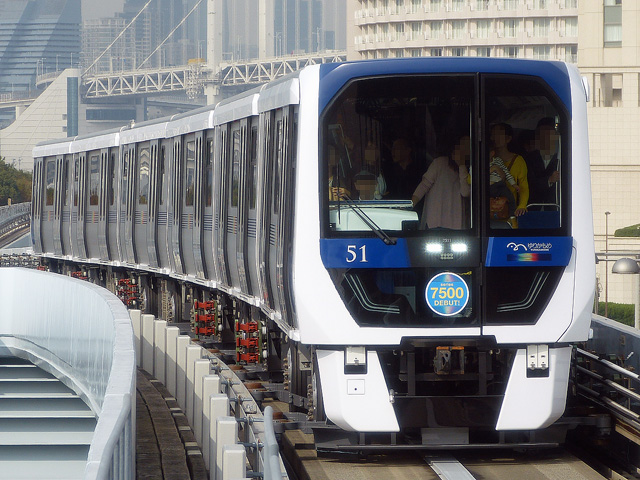
Série 7500

### Ancien
La ligne Yurikamome était à l'origine parcourue par des rames série 7000. Elles ont été progressivement remplacées par des rames série 7300 entre 2014 et 2016. Les rames de série 7200 ont circulé jusqu'en octobre 2020.

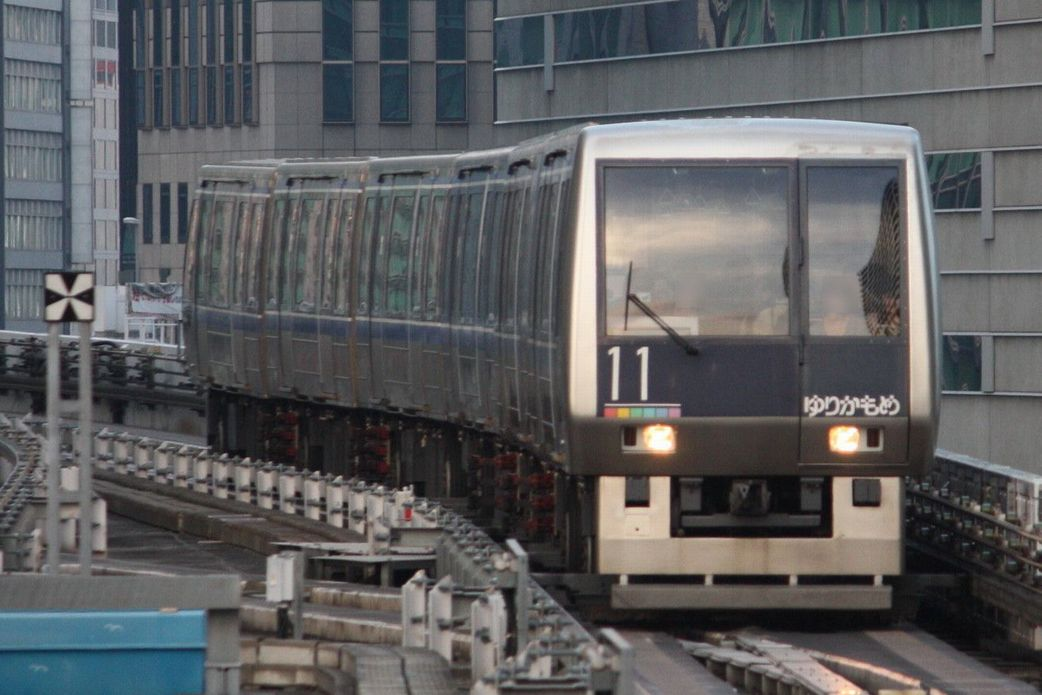
Série 7000
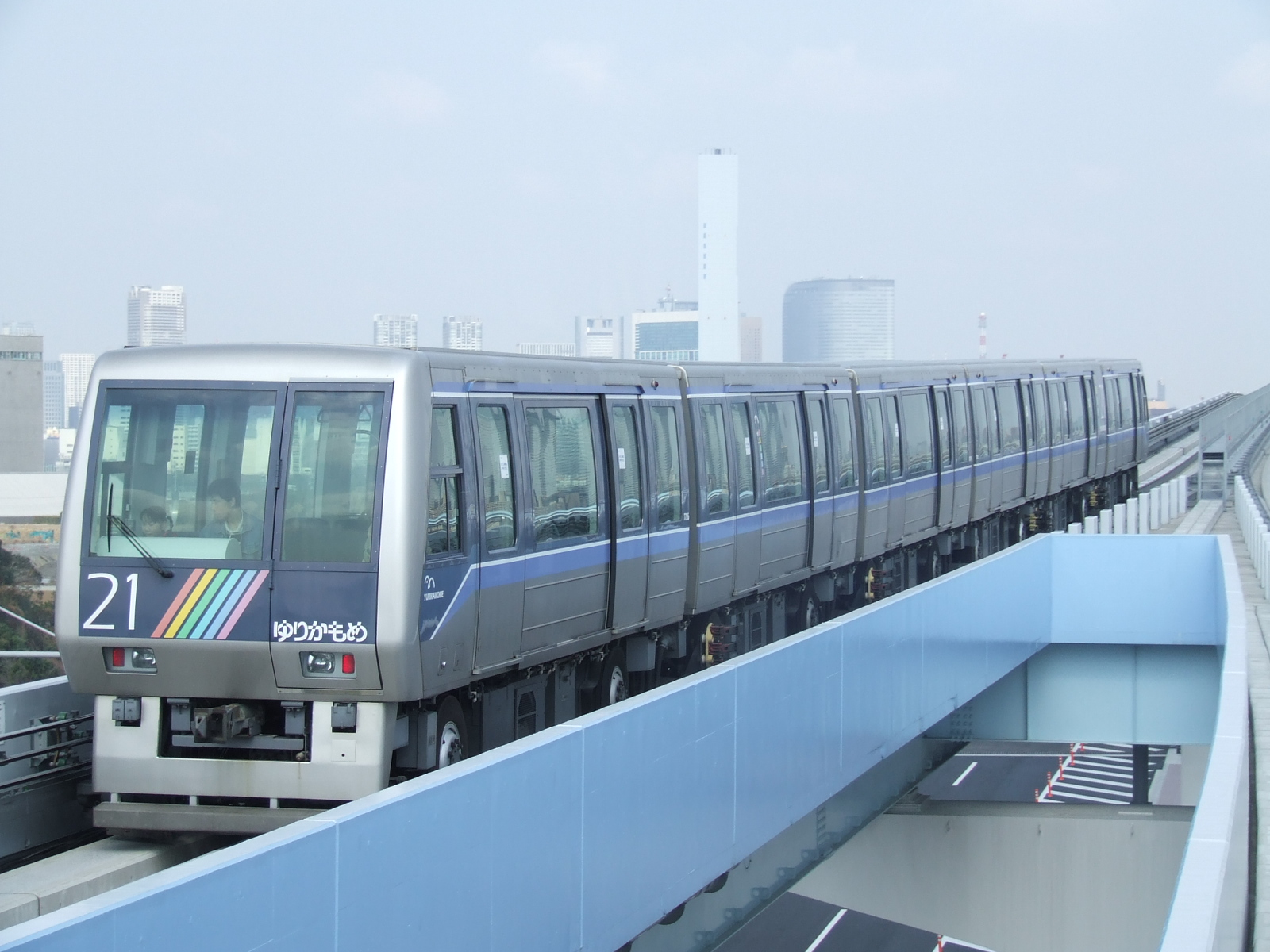
Série 7200